# Lebbeus longidactylus
Lebbeus longidactylus is een garnalensoort uit de familie van de Hippolytidae. De wetenschappelijke naam van de soort is voor het eerst geldig gepubliceerd in 1936 door Kobyakova.